# 羅堰二
摩羯座υ，又名BD-18 5738，HD 196777、SAO 163779、HR 7900，是摩羯座的一颗恒星，视星等为5.1，位于銀經27.57，銀緯-31.87，其B1900.0坐标为赤經20h 34m 21.5s，赤緯-18° -31.87′ 27″。